# 알베르토 데스테 디 페라라 변경백
알베르토 데스테 디 페라라 변경백(이탈리아어: Alberto d'Este, Marchese di Ferrara: 1347년 2월 27일 - 1393년 7월 30일)는 1388년부터 사망할 때까지 페라라와 모데나의 군주이다.
그는 1361년에 그의 형제 니콜로에 이어 에스테 가문의 군주권의 지지를 받았고, 이후 1388년에 사망할때까지 페라라와 모데나의 유일한 지배자가 되었다. 그는 1317년에서 1352년까지 페라라를 통치한 오비초 3세 데스테의 아들이다.
알베르토는 1391년에 페라라 대학교를 세웠고 같은해 조반나 데 베르티(Giovanna de' Roberti, 1393년 사망)와 혼인하였다. 그녀가 사망하고, 그는 하녀인 이소타 알바레사니(Isotta Albaresani)와 재혼하였다.
그의 자리는 적출인 니콜로가 이어받았다.

## 자료
- L. A. 무라토리. Delle antichità Estensi. 1717, Modena;
- G. B. Pigna. Historia dei Principi d'Este. 1570, Ferrara.
- Antonio Menniti Ippolito, Este, Alberto V d’, in Dizionario Biografico degli Italiani, XLIII, Roma 1993, pp. 295–297.

| 전임 니콜로 2세 | 페라라의 변경백 1361년 - 1393년 | 후임 니콜로 3세 |